# Etapa de Belo Horizonte da Pick-Up Racing de 2008
A Etapa de Belo Horizonte foi a segunda corrida da temporada de 2008 da Pick-Up Racing. O vencedor foi o paulista Gustavo Sondermann da equipe da Gramacho-Stedile.
Devido ao curto traçado do autódromo mineiro, o formato do classificatório e da corrida foram diferenciados.

## Classificação

### Corrida
| Pos | Nº | Piloto             | Equipe | Voltas | Tempo/Aband. | Grid | Pontos |
| --- | -- | ------------------ | ------ | ------ | ------------ | ---- | ------ |
| 1   | 4  | Gustavo Sondermann |        | 32     | 30:51.215    |      | 25     |
| 2   | 55 | Paulo Salustiano   |        | 32     | a 5.242      |      | 20     |
| 3   | 77 | Felipe Lapenna     |        | 32     | a 9.550      |      | 16     |
| 4   | 3  | Rafael Iserhard    |        | 32     | a 14.925     |      | 14     |
| 5   | 33 | Vitor Genz         |        | 32     | a 16.602     |      | 12     |
| 6   |    | Marcel Wolfart     |        | 32     | a 18.683     |      | 10     |
| 7   |    | Kau Machado        |        | 32     | a 19.862     |      | 9      |
| 8   |    | Anderson Toso      |        | 32     | a 21.620     |      | 8      |
| 9   |    | Carlo Kain         |        | 32     | a 26.287     |      | 7      |
| 10  |    | Aluisio Coelho     |        | 31     | a 1 volta    |      | 6      |
| 11  |    | Eduardo Heinen     |        | 31     | a 1 volta    |      | 5      |
| 12  |    | Mario Lucio        |        | 31     | a 1 volta    |      | 4      |
| 13  |    | Carlos Kray        |        | 31     | a 1 volta    |      | 3      |
| 14  |    | Fernanda Parra     |        | 31     | a 1 volta    |      | 2      |
| 15  |    | Marcos Ramalho     |        | 30     | a 2 voltas   |      | 1      |
| 16  |    | Helinho            |        |        | a 4 voltas   |      |        |
| 17  |    | Rogério Castro     |        |        | a 9 voltas   |      |        |
| Ret |    | Renato Well        |        |        | a 27 voltas  |      |        |
| Ret |    | Thiago Riberi      |        |        | a 31 voltas  |      |        |